# Red E Group
Red E Group SAS mit Sitz in Nancy war ein 2015 gegründeter französischer Hersteller von elektrisch betriebenen Motorrollern, die unter der Marke Red Electric vertrieben werden.

## Hintergrund
Im Juli 2015 gründeten die beiden Studenten Valentin Dillenschneider und Etienne Mao das Unternehmen in Nancy, die ab 2014 ihre Idee umsetzen wollten, Elektroroller mit Austauschbatterien eigens für Dienstleister und Lieferservice zu entwickeln.
Bis 2020 erreichte das Unternehmen mit seinem seit Februar 2017 vermarkteten und in China hergestellten Modell RedE Pro einen Marktanteil von 40 %  im französischen B2B-Segment (Foodservicelieferanten, Expressdienste und Lieferdienste für den E-Commerce).
Ab 2019 entwickelte das Unternehmen ein neues Model, das RedElectric Model E, das in drei Modellvarianten angeboten wird: E50 (4 kW), E100 (6 kW) und E125 (11 kW). Seit Herbst 2020 wird es auch an Privatpersonen vertrieben; dazu ging das Unternehmen im Januar 2021 eine Vertriebspartnerschaft mit der Handelskette Fnac Darty ein und kündigte eine von Finanzinvestoren gezeichnete Kapitalerhöhung von EUR 10 Mio. an.
Im November 2022 erklärte das Unternehmen Insolvenz.